# Xanthine
La xanthine, est un pigment de la famille des purines. C'est une substance issue de la dégradation des bases puriques (adénine, guanine et hypoxanthine). Elle a été découverte et décrite par Frédéric Kuhlmann.
Elle est convertie en acide urique par l'action de la xanthine oxydase.
Les méthylxanthines sont communément utilisées comme stimulants légers et pour leurs effets bronchodilatateurs, notamment dans le traitement de l'asthme. Elles ne sont pas considérées comme alcaloïdes car elles ne possèdent pas d'azote basique dans leur structure.
La caféine, la théophylline, la théobromine font partie de ce groupe.
La théacrine en est une dérivée.

## Étymologie
Le nom de la molécule provient du grec ξανθός, « xanthós », qui signifie « jaune ».